# 肉麻主義
肉麻主義可以有兩種理解：
1. 其一，是由林語堂提出，指一種濫情的思想。例如：民國時期有不少文人都愛在寫文章時加入過量的情感，《我的好友胡適之》這類的文章比比皆是。林語堂認為，此風不可長，應該加以克制。
2. 其二，是一種與死死主義對立的思想。簡單來講，所謂“肉麻主義”，就是凡“死死主義”所反對的，他們就支持。因此，他們會鼓勵大家戀愛，並強烈鼓勵愛侶多利用言語來搞好氣氛。

## 參看
- 死死主義
- 浪漫主義

## 外部連結
- [永久]
- 死死主義VS肉麻主義